# Црква Светог Арсенија Сремца
Српска православна црква Светог Арсенија Сремца је православна црква у Витбију, у канадској провинцији Онтарио. Црква припада Епархији канадској која је органски део Српске православне цркве.
Једина је црква која је посвећена Светом Арсенију Сремцу, другом архиепископу аутокефалне Српске православне цркве.

## Историја
Црквено-школска општина Светог Арсенија Сремца се састоји од једне парохије (парохија ошавско–скарборска) која обухвата крајње источне делове ширег подручја око Торонта: Скарборо, Пикеринг, Ејџакс, Витби, Ошава, Кларингтон, Питерборо, Кобург, Белвил све до Кингстона.
Још далеке 1969. године, у децембру, епископ источноамерички и канадски Сава, на захтев неколицине житеља града Ошаве, даје свој благослов за оснивање црквено-школске општине која ће носити име Светог Арсенија Сремца. Неколицина Срба ентузијаста покушали су да формирају чланство општине. Пошто није било начина да се издржава стални свештеник, с времена на време су долазили свештеници мисионари да одслуже Свету литургију у изнајмљеној грчкој цркви и обаве потребне обреде. Овако се таворило све до осамдесетих година, да би се напокон, угасила ова црквено-школска општина и била, са својом незнатном имовином, присаједињена Црквено-школској општини Светог Саве у Торонту.
Оснивањем Епархије канадске и постављањем првог епископа, епископа канадског Георгија, поново се размишљало о обнављању црквеног живота у Ошави. На годишњој епархијској скупштини у Хамилтону, 5. фебруара 1993. године, даје се одобрење да се оснује Црквено-школска општина Светог Арсенија Сремца. Истог дана, епархијски савет и црквени суд Епархије канадске донеле су одлуку да се и званично оснује ова црквено-школска општина.
Одмах по оснивању црквене заједнице, одлучено је да се купи презвитеријанска црква у Витбују сазидана 1859. године. Почетком маја 1993. године купљена је црква за 285.000 долара и преузета је 11. јуна 1993. године. Освећење храма је 9. октобра 1993. године извршио епископ Георгије. Пре освећења, храм су чланови управе преуредили за православну употребу. По доласку свештеника урађен је иконостас који је осликао иконописац Драгомир Драган Марунић. Такође су израђене две певнице, свећњаци, место за целивајуће иконе, у олтару су уређени жртвеник и проскомидија а на улазу црквена продавница. Касније је, од прилога верника, докупљивано и све остало што је потребно православном храму. Главни уочљиви остаци претходних власника су витражи. Црква је, залагањем тадашњег секретара и потпредседника црквено-школске општине Првослава Вујчића, сачувана од Града Витбија као споменик културе. Архијерејским благословом епископа Георгија, почео је да излази и „Парохијско писмо”, гласило цркве.
Велики добротвори цркве били су Дане Орлић, Бранко Попадић, Ђурађ Кесић, Живорад Радоњић, Бора Николић, Јеврем Симеуновић, Урош Бркљач, Живан Марковић, Ђорђе Тубић, Раде Милановић, Ранка Матејић, Иван Уверић и Даница Тешић.
Звонара (купола) обновљена је и освећена 15. јула 2012. године. Уочи празника Света Три јерарха, 11. фебруара 2016. године, парохијани цркве били су удостојени посетом патријарха српског Иринеја који је осветио икону заштитника храма, урађену на платну, која стоји изнад улазних врата у црквену лађу. Септембра 2018. године уграђени су нови полијелеји у цркви.
При цркви делује и Коло српских сестара „Мала Госпојина”. Иницијативом Кола српских сестара, прикупљена су средства за изградњу Христовог гроба у дуборезу који је постављен и освећен фебруара 2025. године.

## Свештеници
Свештеници који су служили у овом храму су:
- о. Василије Томић (1993; администратор)
- о. Милутин Вељко (1993–2010)
- о. Милован Средојевић (2010–2017)
- о. Милош Пурић (од 1. јануара 2018. године)

## Галерија
- Спомен-плоча на улазу цркве
- Икона заштитника храма изнад улазних врата у црквену лађу
- Поглед на наос цркве
- Ложа за хор
- Иконостас цркве
- Црквена сала